# Lenny Nangis
Pour les articles homonymes, voir Nangis (homonymie).
Lenny Nangis, né le 24 mars 1994 à Basse-Terre (Guadeloupe, France), est un Footballeur français. Il évolue au poste d'attaquant au Bnei Sakhnin FC.

## Carrière

### En club

#### Formation et débuts au SM Caen
Arrivé au SM Caen en provenance de Guadeloupe en 2009, à l'âge de 15 ans, Lenny Nangis y parfait sa formation et signe son premier contrat professionnel le 19 août 2011.
Il fait sa première apparition en Ligue 1 à tout juste 17 ans, le 17 septembre 2011 face à Auxerre (1-1). Pour sa première titularisation, une semaine plus tard face à Evian, il est expulsé après 25 minutes de jeu. Il inscrit son premier but face à l'AC Ajaccio le 19 novembre 2011 au terme d'un match nul 2-2. Sous les ordres de Franck Dumas, entraineur laissant beaucoup de chances aux jeunes joueurs, Nangis participe à 14 matchs au cours de la saison (11 de championnat et 3 en Coupe de la Ligue) qui s'achève sur la relégation du club normand en Ligue 2.

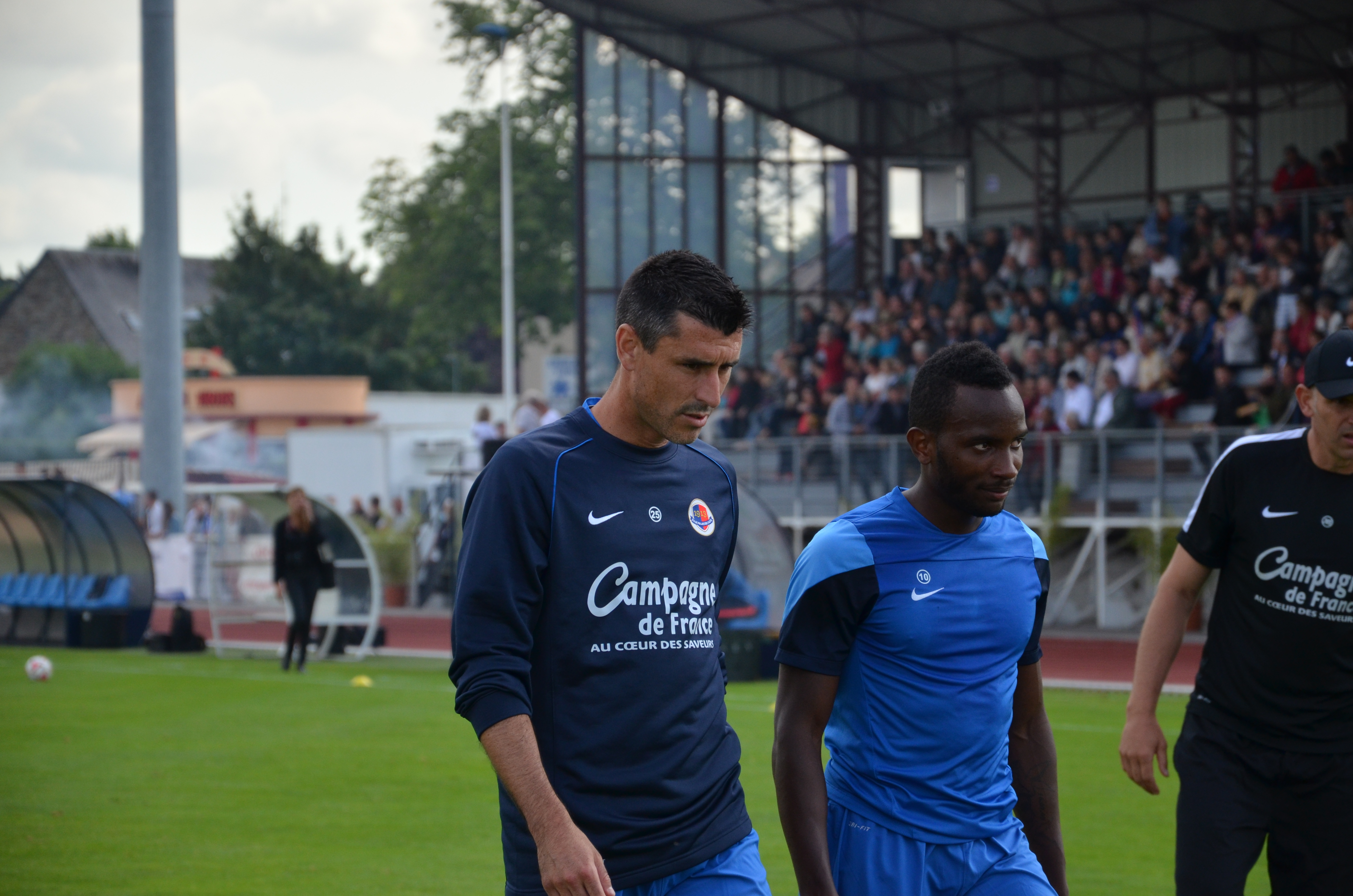
Julien Féret et Nangis avec le SM Caen en 2014.

À l'aube de cette nouvelle saison, Patrice Garande reprend les rênes de l'équipe première. Il n'offre cependant plus autant de temps de jeu à son jeune ailier, dont il se dit déçu du niveau de jeu et du comportement. Pour sa première apparition, à la 12e journée à l'AC Arles-Avignon, il marque peu après son entrée en jeu. Pourtant il doit attendre la 33e journée pour retrouver une place dans le groupe. En fin de saison, il redevient titulaire et ses bonnes performances poussent Mathias Autret sur le banc jusqu'à la fin de la saison. Il dispute en tout huit matchs, pour un but. Caen termine à la quatrième place du championnat.
Lors de sa seconde saison en deuxième division, Nangis dispute vingt matchs. Il manque cependant d'efficacité, avec un but et une passe décisive en championnat. Son but à Brest, d'un tir remarquable, se montre cependant capital dans la course à la montée. Il joue aussi en coupes et inscrit un autre but face à Pontarlier en Coupe de France. Le Stade Malherbe de Caen termine sa saison à la troisième place, synonyme de remontée en première division, deux ans après l'avoir quittée.
Déterminé à s'imposer définitivement dans son club formateur, il prolonge son contrat de deux saisons supplémentaires, et hérite du numéro 10, laissé libre à la suite du départ de Fayçal Fajr en Espagne. Garande ne cache pas qu'il compte sur lui. Titulaire lors de la première journée de Ligue 1 face à Évian Thonon Gaillard à Annecy, il réalise une prestation saluée, en offrant une passe décisive pour N'Golo Kanté et en étant à l'origine du premier des deux buts de Mathieu Duhamel. Il marque son premier but de la saison le 20 septembre, lors d'un match nul 3-3 à Toulouse. Avant la trêve hivernale, il inscrit deux nouveaux buts à domicile, contre Lorient (victoire 2-1) et Nice (défaite 3-2). Son début de saison est globalement salué.
Il attaque la saison 2014-2015 comme titulaire à droite et réussit deux passes décisives lors des trois premières journées. Cependant Garande ne cache pas son insatisfaction sur son niveau de jeu, considérant qu'il peut faire « beaucoup mieux ». Le club dit alors lui chercher un concurrent à droite.

#### Nouveau challenge à Lille
Le 31 août 2015, dans les dernières heures du mercato, le SM Caen le cède au LOSC Lille contre une indemnité estimée à 1 million d'euros. Nangis s'engage pour quatre saisons.
Le 28 juillet 2016, il est prêté au Sporting Club de Bastia. Indésirable au LOSC à son retour de prêt, son contrat avec le club nordiste est résilié le 31 août 2017.

#### Valenciennes FC
Deux jours après son départ de Lille, il s'engage pour trois saisons au Valenciennes FC. Il joue son premier match le 15 septembre 2017 en entrant en jeu face au RC Lens. Il inscrit son premier but sous ses nouvelles couleurs le 2 décembre 2017 lors d'un match de Coupe de France face à Évreux.

#### AS Nancy Lorraine
Le 2 juillet 2022, il signe un contrat de deux saisons à l'AS Nancy Lorraine soit jusqu'en 2024. Il jouera en National pour la saison 2022-2023.

### Parcours international

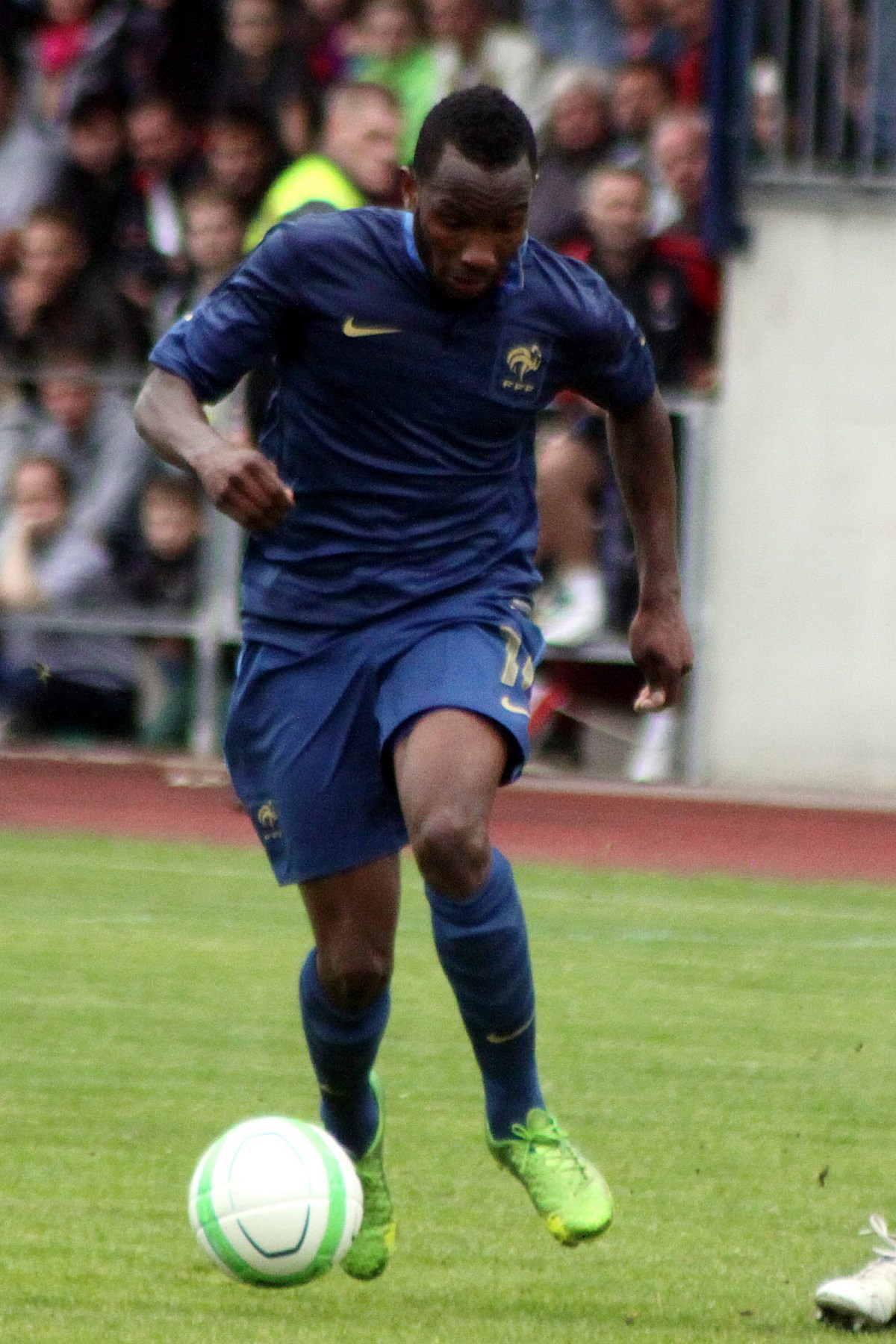
Nangis en équipe de France U19 en 2013.

Régulièrement appelé en équipe nationale dès les moins de 16 ans, Nangis en devient un élément important sur le front de l'attaque, en inscrivant 6 buts en 11 sélections. L'année suivante, en U17, il participa activement au parcours de l'équipe de France à la Coupe du monde 2011 des moins de 17 ans. Contre l'Argentine dans le match d'ouverture, il délivre deux passes décisives à Yassine Benzia puis Sébastien Haller, ce qui permet à la France de battre l'un des favoris de la compétition (3-0). Nangis marque lors du huitième de finale contre la Côte d'Ivoire, autre grand favori, battu 3-2, mais est expulsé sévèrement en fin de match. Le parcours de la France s’arrête en quart de finale contre le Mexique, pays organisateur de la compétition et futur vainqueur, face auquel il est suspendu. Au total, il marque 9 buts en 21 sélections toutes compétitions confondues dans la catégorie U17.
Il est ensuite appelé en équipe de France des moins de 18 ans puis des moins de 19 ans, avec laquelle il participe au Championnat d'Europe en juillet-août 2013. Nangis rentre en jeu en finale, perdue 1-0 face à la Serbie. En septembre 2013, il dispute les Jeux de la francophonie à Nice avec l'équipe de France des moins de 20 ans
Le 25 mars 2015, Nangis honore sa première cape pour les Espoirs français, lors d'une victoire 5-0 contre l'Estonie en réalisant deux passes décisives.

## Statistiques
| Saison                | Club                  | Championnat           | Championnat | Championnat | Coupe nationale | Coupe nationale | Coupe de la Ligue | Coupe de la Ligue | Total | Total |
| Saison                | Club                  | Division              | M.          | B.          | M.              | B.              | M.                | B.                | M.    | B.    |
| 2011-2012             | SM Caen               | Ligue 1               | 11          | 1           | -               | -               | 3                 | 0                 | 14    | 1     |
| 2012-2013             | SM Caen               | Ligue 2               | 8           | 1           | -               | -               | -                 | -                 | 8     | 1     |
| 2013-2014             | SM Caen               | Ligue 2               | 20          | 1           | 4               | 1               | 2                 | 0                 | 26    | 2     |
| 2014-2015             | SM Caen               | Ligue 1               | 34          | 4           | 1               | 0               | 2                 | 0                 | 37    | 4     |
| 2015-2016             | SM Caen               | Ligue 1               | 3           | 0           | -               | -               | -                 | -                 | 3     | 0     |
| Sous-total            | Sous-total            | Sous-total            | 76          | 7           | 5               | 1               | 7                 | 0                 | 88    | 8     |
| 2015-2016             | Lille OSC             | Ligue 1               | 11          | 0           | 1               | 0               | 2                 | 0                 | 14    | 0     |
| 2016-2017             | SC Bastia (prêt)      | Ligue 1               | 30          | 0           | 1               | 0               | 1                 | 0                 | 32    | 0     |
| 2017-2018             | Valenciennes FC       | Ligue 2               | 22          | 0           | 3               | 1               | -                 | -                 | 25    | 1     |
| 2018-2019             | APO Levadiakos        | Superleague Elláda    | 26          | 1           | 3               | 0               | -                 | -                 | 29    | 1     |
| 2020-2021             | RWD Molenbeek         | Challenge Pro League  | 22          | 1           | 1               | 0               | -                 | -                 | 23    | 1     |
| 2021-2022             | RWD Molenbeek         | Challenge Pro League  | 25          | 4           | 2               | 1               | -                 | -                 | 27    | 5     |
| Sous-total            | Sous-total            | Sous-total            | 47          | 5           | 3               | 1               | -                 | -                 | 50    | 6     |
| 2022-2023             | AS Nancy-Lorraine     | National              | 33          | 3           | 1               | 0               | -                 | -                 | 34    | 3     |
| 2023-2024             | AS Nancy-Lorraine     | National              | 27          | 1           | 1               | 0               | -                 | -                 | 28    | 1     |
| Sous-total            | Sous-total            | Sous-total            | 60          | 4           | 2               | 0               | -                 | -                 | 62    | 4     |
| 2024-2025             | Paris 13 Atletico     | National              | 10          | 1           | 1               | 0               | -                 | -                 | 11    | 1     |
| 2024-2025             | Bnei Sakhnin FC       | Ligat Ha'Al           | 12          | 0           | 1               | 0               | -                 | -                 | 13    | 0     |
| Total sur la carrière | Total sur la carrière | Total sur la carrière | 294         | 18          | 20              | 3               | 10                | 0                 | 324   | 21    |